# 北苑街道 (石家庄市)
北苑街道，是中华人民共和国河北省石家庄市新华区下辖的一个乡镇级行政单位。

## 行政区划
北苑街道下辖以下地区：
钟南路社区、翔翼路社区、变电街社区和西三庄街社区。